# Lamento di Bernabò Visconti

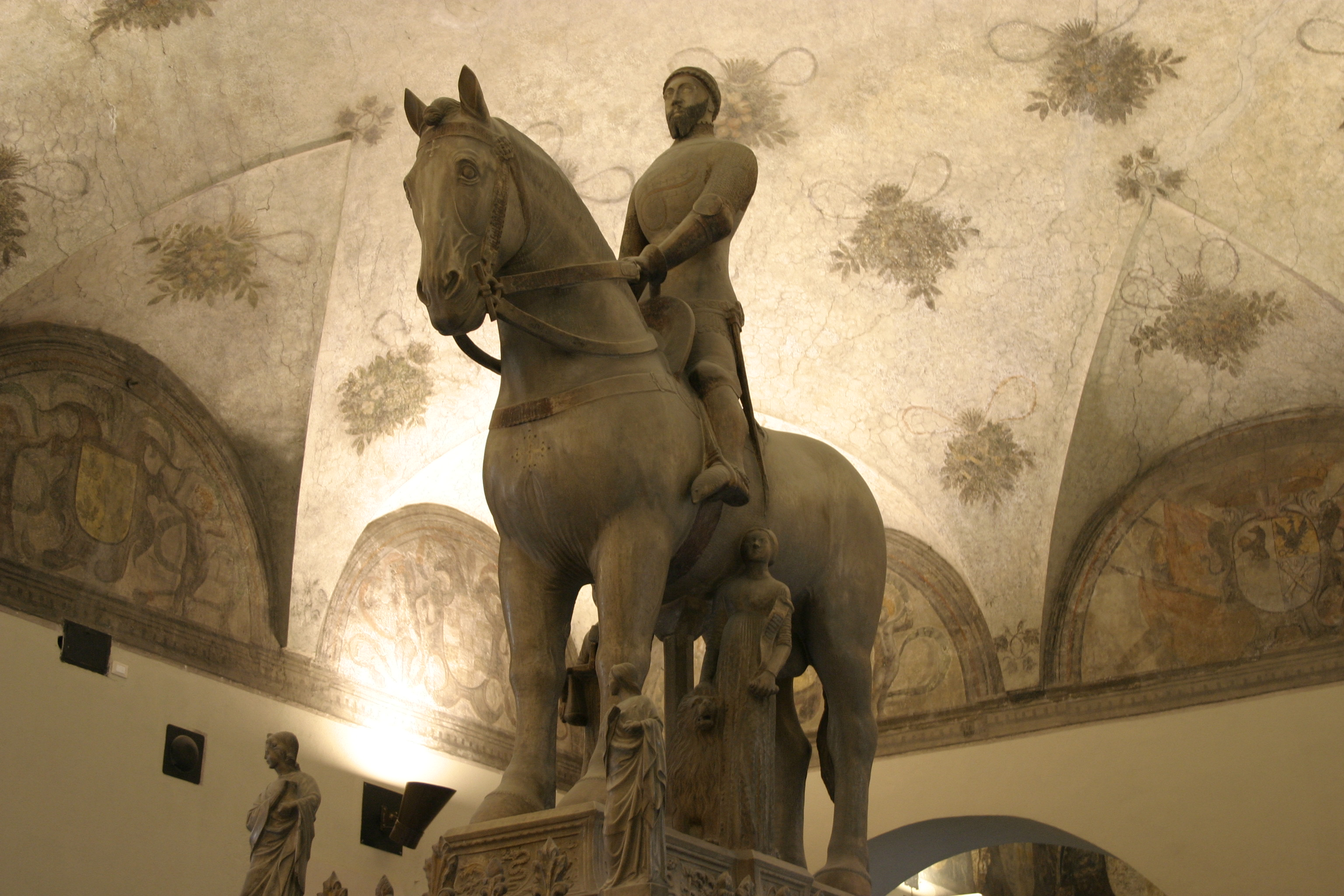
Il Monumento equestre a Bernabò Visconti

Il Lamento di Bernabò Visconti (Loment del Bernabò Vescont in lombardo) è un poemetto anonimo composto da 174 sestine scritto alla fine del quattordicesimo secolo che parla della vita di Bernabò Visconti, signore di Milano per gran parte della sua vita.

## Trama
Il testo è scritto in prima persona con un Bernabò anziano e votato alla Madonna che racconta la propria vita: di com'è cresciuto, dell'espansione dei domini viscontei sotto il proprio governo, degli amici e dei nemici, della morte della moglie Regina della Scala e del tradimento del nipote Gian Galeazzo che l'aveva rinchiuso  nel Castello di Trezzo.
Mentre narra la sua fine ingiusta e ingloriosa gli appare una donna che gli ricorda tutti i suoi crimini e le sue azioni crudeli contro il popolo milanese. Bernabò si pente dei propri peccati e domanda di potersi confessare, in maniera di poter morire sereno e finire di raccontare la propria storia.

## Lingua del testo
La lingua del testo costituisce un misto tra forme puramente lombarde insieme a forme più italianeggianti. Si ritiene, tuttavia, che il testo originale fosse più vicino al lombardo e che l'intervento dei copisti del '400 lo avvicinò di più al toscano.